# Eduardo Charpentier de Castro

Eduardo Charpentier de Castro als Dirigent

Eduardo Charpentier de Castro (* 12. März 1927 in Panama-Stadt; † 13. Juli 2019) war ein panamaischer Flötist, Dirigent, Komponist und Musikpädagoge.

## Leben und Werk
Eduardo Charpentier begann seine Musikausbildung bei seinem Vater, dem Musiker Eduardo Charpentier Herrera.  Er setzte sein Studium am Conservatorio Nacional de Música de Panamá fort, wo er einen Abschluss in Musiktheorie, Harmonie und Flöte erwarb. Wegen seiner großen akademischen und künstlerischen Exzellenz erhielt er von der panamaischen Regierung ein Stipendium für ein Studium in den Vereinigten Staaten. Von 1947 bis 1950 studierte er dann an der Roosevelt University in Chicago (B.M., M.M) bei Karel Boleslav Jirák, Hans Tischler, Florian Mueller, Joseh Creanza und Rene Rateau sowie Kammermusik am Marlboro College in Vermont. Seine Lehrer dort waren unter anderem Marcel Moyse, Adolf Busch und Rudolf Serkin. 1956 vervollständigte er sein Flötenstudium am Pariser Konservatorium, wo er 1957 weiter als Dirigierschüler von Eugène Bigot und Marcel Dupré weilte. An der Columbia Pacific University in San Rafael (Kalifornien) erwarb er sich den Titel eines Doktors der Philosophie mit den Schwerpunkten Musik und Pädagogik.
1960 wurde er Lehrer am Birmingham Conservatory of Music und am Birmingham Southern College beides in Birmingham, Alabama. 1966 kehrte er nach Panama zurück und wirkte dort von 1966 bis 1988 als ständiger Dirigent des Symphonischen Nationalorchesters der Republik Panamá Darüber hinaus gründete er 1972 als Professor an der Universität von Panama den Fachbereich Musik. 1992 gründete er dann das Kammerorchester der Universität.
Er ging mit dem Panama Symphonie Orchester auf Tourneen und gab Konzerte in Costa Rica, Nicaragua und Guatemala. Als Gastdirigent trat er in Costa Rica, Kolumbien, Mexiko und den Vereinigten Staaten auf. Seit 2004 wirkte er als Direktor des Sinfonieorchesters der Universität von Panama. Er spielte drei CDs mit dem Orquesta Sinfonica de Panamá ein.
Sein kompositorisches Werk umfasst ungefähr 70 Kompositionen für Soli, Kammerorchester, Sinfonieorchester.
Eduardo Charpentier wurde vielfach geehrt. Er erhielt von der Regierung Panamas den Orden Vasco Núñez de Balboa im Rang eines Großoffiziers. Aufgrund seiner Verdienste um die klassische Musik wurde er Mitglied der National Association of Composers and Conductors of New York (NAACC heute NACUSA). Das US-Außenministerium gab ihm ein Stipendium als Forschungsprofessor und ernannte ihn zum Fellow für die Entwicklung interamerikanischer Kulturbeziehungen. Er wurde in die American Federation of Musicians of the United States (AFM) aufgenommen.